# Хэзер, Джин
Джин Хэ́зер (англ. Jean Heather, 21 февраля 1921 — 29 октября 1995) — американская актриса, снимавшаяся в 40-х годах. В основном, известна своими ролями второго плана в фильмах студии Paramount Pictures.

## Биография
Джин Хэзер родилась 21 февраля 1921 года в Омахе.
В кинематограф пришла в 1944 году в возрасте двадцати трёх лет. Первым её фильмом стала музыкальная комедия «Идти своим путём» с Бингом Кросби и Барри Фицджеральдом. Это история двух священников одного прихода с разными взглядами на жизнь и религию. Картина вышла очень удачной. Из десяти номинаций на премию «Оскар», она выиграла семь, в том числе за Лучший фильм. Хэзер играла певицу Кэрол Джеймс, у которой сложились непростые отношения с женихом. Смягчить их конфликт вызвался Чак О’Молли, один из священников. Наград Джин не досталось, но зрители заметили улыбчивую девушку.
Следующей лентой для Джин Хэзер стала комедия Льюиса Аллена «Наши сердца были молоды и веселы» о двух подругах, отправившихся на пароходе в Европу. Главные роли сыграли Гэйл Рассел и Диана Линн. В фильме также были задействованы номинантка на премию «Оскар» Бьюла Бонди и легенда немого кино Дороти Гиш. Саму Джин можно увидеть в небольшой роли Френсис Смитерс.
Но самой известной ролью актрисы стала Лола Дитрихсон, очаровательная наивная девушка, из знаменитой «Двойной страховки» Билли Уайлдера. По сюжету Джин играла падчерицу коварной Филлис Дитрихсон, погубившей сначала мать, а потом и отца девушки. Самым близким человеком для Лолы становится Уолтер Нефф (его сыграл Фред Макмюррей), убивший её отца. Она этого не знает и доверяет ему все свои секреты. В итоге, Нефф раскаивается и признаётся в содеянном.
Ещё одним музыкальным фильмом для Джин Хэзер стал «National Barn Dance», картина с незатейливым сюжетом и большим количеством музыкальных номеров. Джин и Чарльз Куигли играют главные роли.
Всего в 1944 году Джин снялась в четырёх фильмах.
В 1945 году последовала роль в комедии «Убийство, он сказал». Хэзер сыграла Элани Флигл, члена бандитской семейки Флиглов, разыскивающей спрятанные 70 тысяч долларов.
1946 год ознаменовался для Джин работой на съёмочной площадке с такими звёздами Голливуда как Оливия де Хэвилленд и Рэй Милланд. Вместе они снимались у Сидни Лэнфилда в комедийной мелодраме «Ухоженная невеста».
Но студия «Paramount» не продлила с актрисой контракт. Перед тем, как оставить кино, Джин Хэзер снялась ещё в двух фильмах, «The Last Round-up» и «Red Stallion in the Rockies».
Джин Хэзер умерла 29 октября 1995 года в Лос-Анджелесе в возрасте семидесяти четырёх лет.

## Фильмография
- 1944 — Идти своим путём — Кэрол Джеймс
- 1944 — Наши сердца были молоды и веселы — Френсис Смитерс
- 1944 — Двойная страховка — Лола Дитрихсон
- 1944 — National Barn Dance — Бетти
- 1945 — Убийство, он сказал — Элани Флигл
- 1946 — Ухоженная невеста — Уикли
- 1947 — The Last Round-up — Кэрол Тейлор
- 1949 — Red Stallion in the Rockies — Синди Смит